# Michal Neuvirth
Michal Neuvirth (ur. 23 marca 1988 w Uściu nad Łabą) – czeski hokeista, reprezentant Czech.

## Kariera klubowa
- Sparta Praga U18 (2004-2005)
- Sparta Praga U20 (2005-2006)
- Plymouth Whalers (2006-2007)
- Windsor Spitfires (2007)
- Oshawa Generals (2007-2008)
- Hershey Bears (2008-2010, 2013)
- Washington Capitals (2009-2014)
  -  Sparta Praga (2012-2013)
- Buffalo Sabres (2014-2015)
- New York Islanders (2015)
- Philadelphia Flyers (2015-2019)
- Lehigh Valley Phantoms (2018/2019)
- Sparta Praga (2020)

Wychowanek klubu HC Slovan Ústečtí Lvi w rodzinnym mieście. Następnie kontynuował karierę w drużynach juniorskich Sparty Praga. W drafcie 2006 do OHL w ramach CHL został wybrany z numerem 27 przez kanadyjski klub Plymouth Whalers. W tym samym czasie w drafcie NHL z 2006 został wybrany przez amerykański Washington Capitals. W połowie 2006 wyjechał do Kanady i przez dwa sezony grał w lidze OHL łącznie w trzech drużynach. Od 2008 przez dwa lata występował w zespole farmerskim wobec Capitals, Hershey Bears, w lidze AHL. W lidze NHL w barwach Waszyngtonu zadebiutował w lutym 2009 i grał epizodycznie do 2010. Od tego czasu jest na stałe zawodnikiem Washington Capitals. Od września 2012 do stycznia 2013 na okres lokautu w sezonie NHL (2012/2013) tymczasowo związany z macierzystym klubem Sparty Praga - wówczas zagrał pierwszy raz w czeskiej ekstralidze, łącznie 24 mecze. Po zakończeniu skróconego sezonu NHL, w kwietniu 2013 przedłużył kontrakt z Capitals o dwa lata. Od marca 2014 zawodnik Buffalo Sabres (w toku wymiany wraz z rodakiem Rostislavem Kleslą za innego bramkarza Jaroslava Haláka). Od marca 2015 zawodnik New York Islanders. Od lipca 2015 zawodnik Philadelphia Flyers. W styczniu 2020 ponownie został zawodnikiem Sparty Praga. Pod koniec grudnia 2020 ogłosił przerwę w karierze z powodu kontuzji.

## Kariera reprezentacyjna
Został reprezentantem Czech. Występował w kadrach juniorskich kraju do lat 17 na mistrzostwach świata w 2005, na mistrzostwach świata do lat 18 w 2006, do lat 20 w 2008. W kadrze seniorskiej uczestniczył w turnieju Pucharu Świata 2016.

## Sukcesy

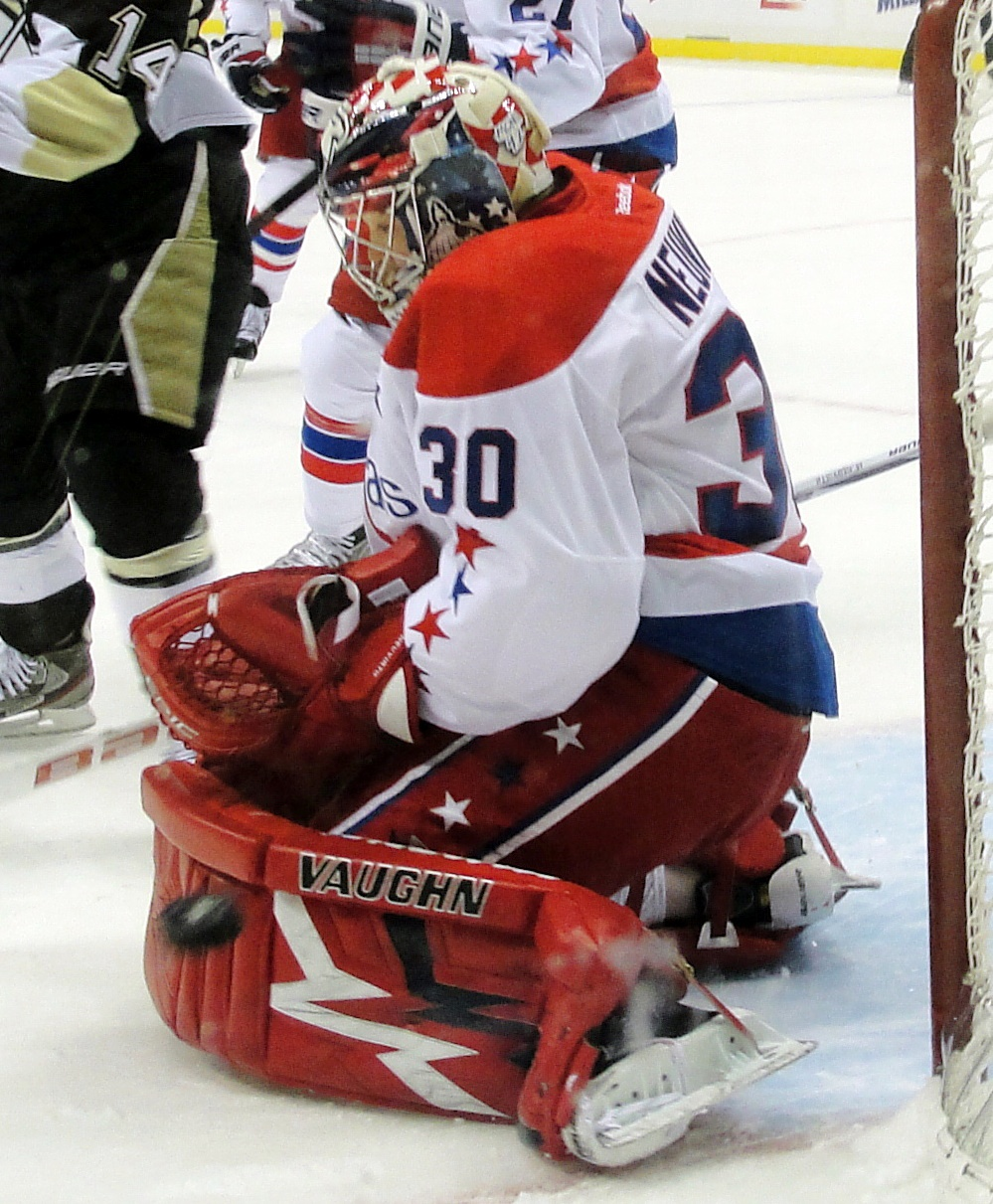
Michal Neuvirth w barwach Washington Capitals (2012)

Reprezentacyjne
- Brązowy medal mistrzostw świata juniorów do lat 18: 2006

Klubowe
- Bumbacco Trophy: 2007 z Plymouth Whalers
- Wayne Gretzky Trophy: 2007 z Plymouth Whalers
- J. Ross Robertson Cup - mistrzostwo OHL: 2007 z Plymouth Whalers
- Mistrzostwo dywizji AHL: 2009, 2010 z Hershey Bears
- Mistrzostwo konferencji AHL: 2009, 2010 z Hershey Bears
- Mistrzostwo w sezonie regularnym AHL: 2010 z Hershey Bears
- F.G. „Teddy” Oke Trophy: 2009, 2010 z Hershey Bears
- Frank Mathers Trophy: 2009, 2010 z Hershey Bears
- Puchar Caldera - mistrzostwo AHL: 2009, 2010 z Hershey Bears
- Mistrzostwo dywizji AHL: 2011, 2013 z Washington Capitals

Indywidualne
- OHL 2006/2007:
  - Pierwsze miejsce w klasyfikacji średniej goli straconych na mecz: 2,32
  - Dinty Moore Trophy - pierwsze miejsce w klasyfikacji średniej goli straconych na mecz wśród pierwszoroczniaków: 2,32
  - Pierwsze miejsce w klasyfikacji skuteczności interwencji: 93,2%
  - Dave Pinkney Trophy - pierwsze miejsce w klasyfikacji średniej goli straconych na mecz przez cały zespół (wraz z nim Jeremy Smith)
  - Drugi skład gwiazd pierwszoroczniaków
  - Drugi skład gwiazd
- AHL 2008/2009:
  - Jack A. Butterfield Trophy - nagroda dla najbardziej wartościowego zawodnika (MVP) fazy play-off
- ECHL 2010/2011:
  - Najlepszy absolwent miesiąca - listopad 2010
- NHL (2010/2011):
  - Najlepszy pierwszoroczniak miesiąca - październik 2010